# Nathan Road
Nathan Road (em chinês: 彌敦道) é a principal rua de Kowloon, Hong Kong, alinhada de sul a norte de Tsim Sha Tsui a Sham Shui Po. É repleta de lojas e restaurantes em seu entorno, o que a torna um grande atrativo para visitantes locais e estrangeiros. Era conhecida nos anos posteriores à Segunda Guerra Mundial como a Milha de Ouro, um nome que raramente usado nos dias atuais. O comprimento total da Nathan Road é de cerca de 3,6 km.

## História

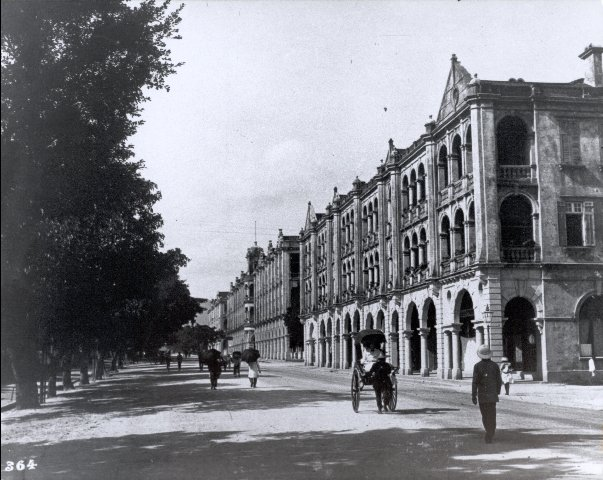
Nathan Road na década de 1920

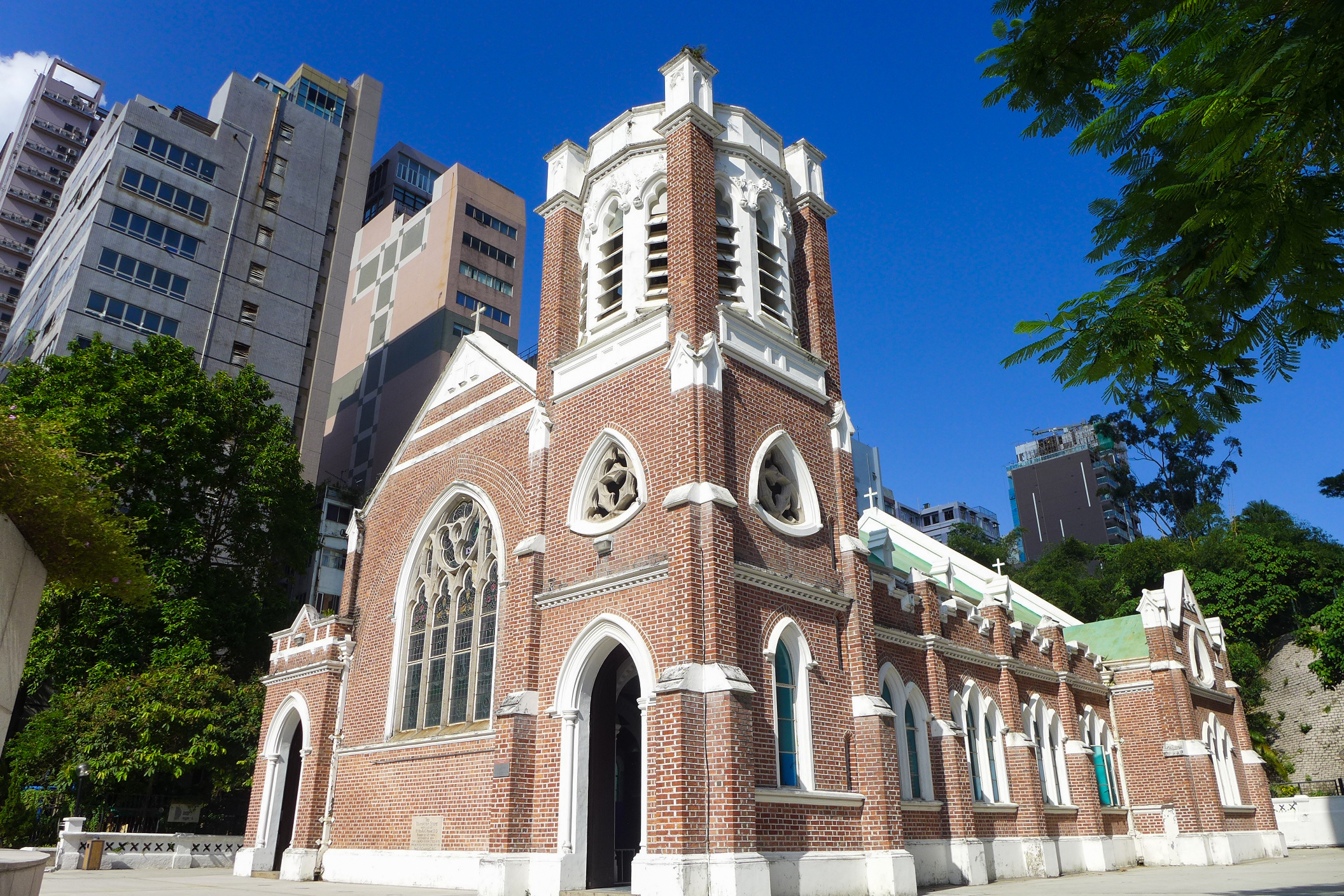
Igreja de Santo André

O primeiro trecho da estrada foi concluído em 1861. Foi a primeira estrada construída em Kowloon, depois que a terra foi cedida pelo governo da dinastia Qing ao Reino Unido e se tornou parte da colônia. A estrada foi originalmente chamada de Robinson Road, em homenagem a Sir Hercules Robinson, o 5º governador de Hong Kong. Para evitar confusão com a Robinson Road na Ilha de Hong Kong, o nome foi alterado para Nathan Road em 1909, em homenagem ao o 13º governador, Sir Matthew Nathan.
A estrada começava na Mody Road em Tsim Sha Tsui e terminava ao norte na Austin Road. Quando Sha Tsui Wan foi recuperada no final dos anos 1800, a Salisbury Road foi estendida para o leste, e a Nathan Road foi estendida para o sul para encontrá-la. Nathan foi estendida para o norte na década de 1920.
A antiga Nathan Road era em grande parte residencial, com casas em estilo colonial e varandas arqueadas. Era o lar do Quartel Whitfield, que mais tarde se tornou o Parque Kowloon. A Igreja de Santo André, a mais antiga igreja anglicana de Kowloon, está localizada na rua.
Em 1996, um incêndio ocorreu no Edifício Garley, que matou 41 pessoas.

## Transporte

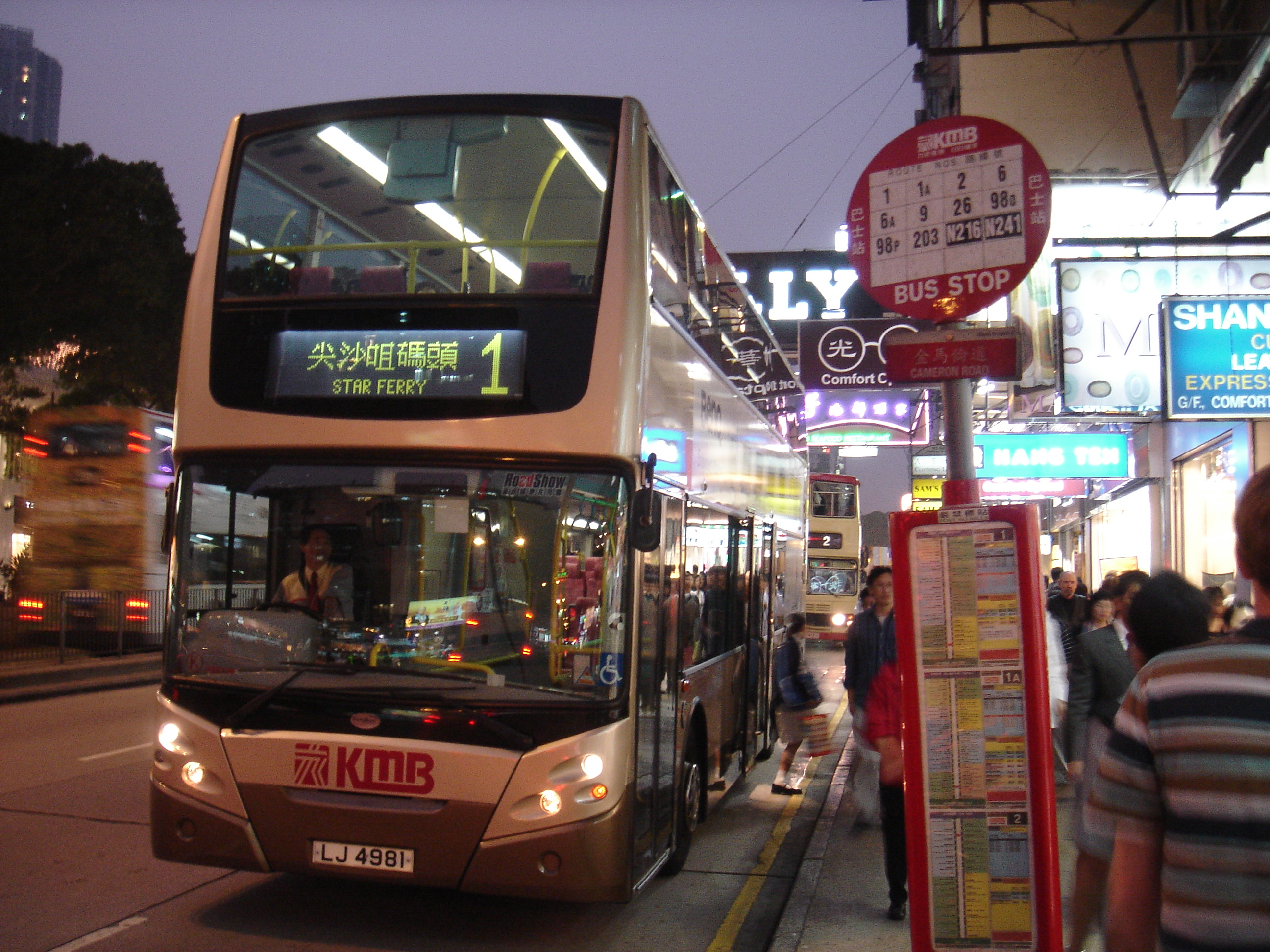
KMB-E500 servindo a rota 1 da Nathan Road

Cinco estações do Metropolitano de Hong Kong (MTR) foram construídas diretamente abaixo da Nathan Road. Essas estações são, de norte a sul:
- Estação Prince Edward em Mong Kok, no cruzamento entre Nathan Road e Prince Edward Road West
- Estação Mong Kok (ou estação Argyle) em Mong Kok, no cruzamento entre Nathan Road e Argyle Street
- Estação Yau Ma Tei (ou estação Waterloo) em Yau Ma Tei, no cruzamento entre Nathan Road e Waterloo Road
- Estação Jordan em Jordan, no cruzamento entre Nathan Road e Jordan Road
- Estação Tsim Sha Tsui em Tsim Sha Tsui, no cruzamento entre Nathan Road e Carnarvon Road